# 聖痕のジョカ
聖痕のジョカシリーズ（せいこんのジョカシリーズ）は、『聖痕のジョカ』（原作：大塚英志、画:相川有）に端を発する一連の作品群である。1990年代に漫画、小説、ドラマCD、ゲームなどのメディアミックス展開がなされた。

## 概要
登場人物たちは、宿り主に不思議な力をもたらし世界の運命に影響を与える聖痕（ルーン）と呼ばれる不思議な刻印を巡って冒険を繰り広げる。

## 聖痕（ルーン）
聖痕（以下、ルーン）とは、選ばれた人間の体のどこかに現れる不思議な刻印。各ルーンの象徴するものに近しい人間に宿り、宿ったその人（所有者）に不思議な力をもたらし、さらに本人や周囲の人間の運命にも影響を及ぼす。
その正体は、聖痕書アル＝アジフに記されていた世界を形作る聖なる文字。カルディア大陸を統治した聖痕王アス＝ランの24の神格を象徴する神聖文字と、これを統治するブランク＝ルーンの計25字。全てを手に入れた者は、この世界を統べることができるという。
各文字がそれぞれ異なる力を持ち、さらに宿り方が「正位置」か「逆位置」かでも変化する。ルーンの正逆を変更するには、ルーンの中心に尖った物（爪など）を突き刺す、などの方法が劇中で見られた。
基本的に一人に一つのルーンが宿るが、他人から譲渡して貰ったり奪ったりすれば複数宿すことが可能。他人に宿ったルーンを入手するには、その相手を殺害するか、相手の身体のルーンに傷をつける、特殊なカードを使うなどの方法がある。時には所有者の意思で他人にルーンが移るケースもあったが、これは一つの作品内でも出来るときと出来ないときがあったりして曖昧である。
光と闇 ブランク＝ルーン
他の24文字のルーンの神格を統合する最高位のルーンで、他のルーンの真の力を解放する事ができる。だが、これ単体では何の力も持たない。真のブランク＝ルーンを緋（あか）のブランク＝ルーン、影のブランク＝ルーンを蒼（あお）のブランク＝ルーンと呼ぶ。
清楚 エンソフ
正位置ポヌム、逆位置ファルス。別名、処女の聖痕。正位置では純潔を司るが、逆位置では異性をたぶらかす誘惑の力をもたらす。
誓約 ジオス
正位置クセド、逆位置ワリー。別名、遺言執行人の聖痕。約束や契約を守る力を司るが、逆位置になると契約を盾にあくどい商売をする商人などに宿ることも。
変化 スート
正位置コカマー、逆位置アイオン。別名、革命家の聖痕。あらゆる物事に変化をもたらす。歴史を動かす政変に関わる者に宿るとされる。
幸運 イシュケ
正位置グンナ、逆位置ヴーガ。別名、星の下の子の聖痕。宿った者に幸運をもたらし、運命が常に味方するようになるが、逆位置だとその幸福な運命そのものに翻弄されてしまう。
結合 イエルメ
正位置ニメ、逆位置ミヨーワ。別名、仲人の聖痕。敵対する国や人を結ばせる仲介者としての力をもたらす。
庇護 ママイ
正位置ベンディス、逆位置ハグ。別名、乳母の聖痕。捨て子や孤児などを養育する保護者としての力を司る。更にその子たちの天分を開花させる力も。
寛容 メム
正位置アデプト、逆位置シャローム。別名、民族主義者の聖痕。自分たちと異なる者たちを受け入れる心を司るが、逆位置だと異民族や異教徒を差別する心を宿り主に持たせてしまう。
信頼 アテュ
正位置テレヌ、逆位置カイン。別名、トリックスターの聖痕。家族や友人、仲間を信じる心を司る。正位置だと周囲の人間は宿り主は常に信用されるようになるが、逆位置だとその信用を逆手に取り、詐欺師としての力を発揮する。
意思 ワラタ
正位置ノア、逆位置ヴェール。別名、方舟の所有者の聖痕。何があっても信念を曲げず、最後までやり通す強い意志を司る。だが逆位置ではその信念が故に周囲の人間を巻き込んで不幸を呼び込むことも。
節度 ヨンド
正位置ランプ、逆位置ヨット。別名、果囚人の聖痕。礼節、節度ある行動を司る。逆位置の所有者は節度を守ろうとして度が過ぎ、世を捨てて隠者になってしまう事も。
治癒 スート
正位置プエル、逆位置ドルチェ。別名、薬師の聖痕。傷や病を癒す力を司る。正位置の所有者は治癒魔法の使い手になり、逆位置の所有者は麻薬を扱う力を発現する。
公式 ロゴス
正位置ベス、逆位置ビナー。別名、黄道の聖痕。世の中の法則を見出す力を司る。占星術などにも力を発揮。
厳格 ゲルブ
正位置ホルス、逆位置ワンド。別名、老神官の聖痕。社会のルールや道徳、自ら決めた戒めなどに従う、また従わせる力を司る。逆位置だと他人を抑圧してでもルールに従わせるようになる。逆位置の名称「ワンド」は、支配者が奴隷の虐待に使う棒や鞭のこと。
至誠 ゲーボ
正位置サイン、逆位置マグネス。別名、見知の友人の聖痕。誠実な行動を司る。逆位置だと策略家としての能力を所有者に与える。
解放 イマーゴ
正位置ユング、逆位置マチン。別名、金枝の聖痕。もしくは俘虜の聖痕。他のルーンの力を一時的に解放する能力を持つ。
調和 サガズ
正位置マルクト、逆位置ハガラス。別名、使節の聖痕。複数のルーンの力のバランスを取る能力がある。
善良 アフレ
正位置ラジャス、逆位置ル・マト。別名、愚者の聖痕。他人のために良いことをする心を司る。逆位置の所有者は独善ゆえの狂気に囚われてしまう事も。
生命 セドナ
正位置ダレト、逆位置ザイン。別名、転生者の聖痕。生きとし生ける全ての生命を司る。逆位置は死者を蘇生させる力を持つ。
理性 スラビ
正位置スーリヤ、逆位置スラー。別名、聖酒（ソーマ）の聖痕。いかなる状況でも理性を保つ力を司る。実は聖なる水、こと酒も司っている。逆位置だと酒乱になる、とも言われている。
創造 デミウル
正位置ブリアー、逆位置アカーシャ。別名、錬金術師の聖痕。物事の始まり、創造を司る。世界全体に満ちる気・エーテルを物質に変換する魔法を所有者に与える。
知恵 ハンサ
正位置ヤマ、逆位置ガルダ。別名、覚者（マスター）の聖痕。深い知識とそれを使いこなす知恵を司る。所有者は一つの領域に関して全能の知を手に入れられる。
慈愛 レシュ
正位置クセド、逆位置オシラ。別名、マリアの聖痕。この世のありとあらゆるものを愛し、慈しむ心を司る。正位置では聖母のごとき力で相手の魂を救済する力を持つ。
勇気 ベト
正位置シエラ、逆位置ネソア。別名、戦士の聖痕。挫けぬ心、恐れぬ心、躊躇わぬ心、勇気を司る。正位置では真実と向かい合う力を所有者にもたらす。
秩序 ケブラ
正位置ギメル、逆位置カネス。別名、支配者の聖痕。正位置では秩序を護る力を、逆位置では秩序の破壊者としての力をもたらす。
王妃 マリア
正位置ダーナ、逆位置イレーヌ。ブランク＝ルーンを持つ王の配偶者に宿るルーン。王妃のルーンにもブランク＝ルーン同様緋と蒼のルーンがある。
月の王 アーサー
正位置ケント、逆位置カバル。別名、閉じられた輪のルーン。アーサーとその生まれ変わりのフーギのみが宿す25の聖痕外のルーン。聖痕に支配された運命を覆すために存在する。
希望
ジョカが生み出した25の聖痕にはないルーン。アル＝アジフに記されていない言葉が長い時を経て聖痕化した。

## 世界設定
カルディア大陸
無の世界に聖痕の力により作られた大陸。ヌアラによりカルディア王国に統一される前はコプト4ヶ国があり互いに争っていた。巨大な樹海を湛えている。
神獣天壇
都市を乗せた神獣の移動大陸。小説版では地上に人が住めなくなってしまったため、神獣天壇が主な住居となっている。

## 登場人物
ジョカ
アーサーの気まぐれにより生まれた少女。特別な力を持たないただの人間だが、聖痕の運命に縛られない存在。『新・聖痕のジョカ』ではフーギとともに神話となっている。
フーギ
すべての聖痕を宿していたアーサーの生まれ変わり。『新・聖痕のジョカ』では傾国の神として疎まれている。
ナタク
磔にされたヌアラを祝福の聖槍で貫いたヴォルグの生まれ変わり。『新・聖痕のジョカ』では蒼のブランク＝ルーンを宿している。
ヌアラ
アーサーを殺し聖痕を奪った初代アス＝ラン王。聖痕を求め蘇り、やがて聖痕に支配され聖痕そのものとなってしまう。
イレーヌ
魔女。ダーナの影。
トプカ
天界の天使。アーサーの気まぐれに振り回されジョカの世話をするため地上に遣わされた。
神仙白沢
天界の神仙。片足のフクロウと仙人然とした二つの姿を持つ。

## シリーズ

### 漫画作品
- 聖痕のジョカ 全5巻（原作：大塚英志、作画：相川有、1993年〜1995年連載）
  - 『電撃スーパーファミコン』(メディアワークス)1993年4号～1995年14号にて連載された。

- 新・聖痕のジョカ 全5巻（原作：大塚英志、作画：相川有、1995年〜1997年連載）

### 小説
- 聖痕のジョカ　上下巻 （マンガ版と内容が違う完全新作小説。本文：関口準、原作・設定：ひらりん。電撃文庫刊、上巻発売日：1999年1月25日、下巻発売日：1999年3月25日）

### ドラマCD
レーベル：EMIミュージック・ジャパン
- 聖痕のジョカ VOL.1 ブランク・ルーンの章（リリース：1996年7月10日)
- 聖痕のジョカ VOL.2 神獣天檀（リリース：1996年8月7日)
- 聖痕のジョカ VOL.3 アル=アジフの悪夢（リリース：1996年9月11日)

各巻にパロディドラマ『制服のジョカ』収録

#### キャスト
- ジョカ （宮村優子）
- フーギ（桑島法子）
- トプカ（桂川千絵）
- ディルダ （前田このみ）
- ナタク（緑川光）
- ダーナ （新山志保）
- リカオン（二又一成）
- カギュウ（銀河万丈）
- 白沢（青野武）

#### スタッフ
- 原作：大塚英志・相川有
- 企画：物語環境開発
- プロデューサー：大塚英志
- 脚本：香取真理、大塚英志（『制服のジョカ』）
- 演出：本田保則
- 音楽：藤原いくろう
- ジャケットイラスト：相川有・登呂けん子
- ライナー：大塚英志

### TVゲーム
- 聖痕のジョカ 光と闇の聖王女（発売：タカラ / ハード：PlayStation）

1作目から数百年後の物語。2人の少女に転生したジョカたちが聖痕(ルーン)を巡って冒険する。シミュレーションRPG。
原作でジョカという少女が封印した聖痕が何者かによって解放されてしまい、世界は崩壊の危機に陥る。天界の神はこの事態を収めるためにジョカを転生させたが、本来1人であるジョカが光と闇の双子として生まれてしまった。悪の心を受け継いだ闇のジョカは商人の娘。正義の心を受け継いだ光のジョカは一国の王女。主人公のアデルは、2人のジョカと共に世界に散らばった24のルーンを集めることになる。
数百年後の世界でも原作の設定を強く発揮した作品となっている。キャラ設定にも、ジョカと同じ様に原作と同じ名前のサブキャラが、転生という形で多く登場している。

## 掲載誌
- 電撃スーパーファミコン
- 電撃少年
- 電撃コミックガオ!

## 関連する作家・漫画家
- ひらりん - 読者コーナーの投稿がきっかけで大塚英志の事務所に就職。